# Ham (Bèlgica)
Ham (en limburguès Ham) és un municipi belga de la província de Limburg a la regió de Flandes. Està compost per les seccions de Ham, Kwaadmechelen i Oostham.

## Evolució demogràfica des de 1977
Font: INS